# Антоній Цетнер
Анто́ній Це́тнер гербу Пшерова (пол. Antoni Cetner; пом. 12 лютого 1731) — польський шляхтич, військовик, урядник Республіки Обох Націй (Речі Посполитої).

## Життєпис
Батько — Юзеф Цетнер на Підкамені та Краківці (пом. 1724) — волинський каштелян із 13 листопада 1714 р., молодший брат Францішека; у 1710 — скарбовий суддя, у 1712—1713 — сяноцький посол на сейм, у 1713 р. — депутат Коронного трибуналу. Мати — белзька стольниківнаБелжецька.
Антоній Цетнер — пан на Підкамені, Краківці, Пневі, Делятині, коритницький староста, дідич Паликорів, Паньківців Сприяв діяльности домініканського монастиря в Підкамені (нині Монастир походження дерева Хреста Господнього).
Син — Іґнацій Цетнер, белзький воєвода.